# 핑크 팬더 7 - 핑크 팬더의 저주
핑크 팬더 7 - 핑크 팬더의 저주(Curse Of The Pink Panther)는 미국에서 제작된 블레이크 에드워즈 감독의 1983년 코미디, 범죄 영화이다. 데이빗 니븐 등이 주연으로 출연하였고 토니 애덤스 등이 제작에 참여하였다.

## 출연

### 주연
- 데이빗 니븐
- 로버트 와그너
- 허버트 롬
- 캐푸시느

### 조연
- 조안나 럼리
- 로버트 로지아
- 하비 콜먼
- 버트 쿽
- 테드 웨스
- 로저 무어
- 레슬리 애쉬
- 데니스 크로스비
- 그레이엄 스탁
- 안드레 마란느

## 제작진
- 미술: 피터 멀린스